# Calamus axillaris
Calamus axillaris är en enhjärtbladig växtart som beskrevs av Odoardo Beccari. Calamus axillaris ingår i släktet Calamus och familjen Arecaceae. Inga underarter finns listade i Catalogue of Life.